# Ibišek bahenní

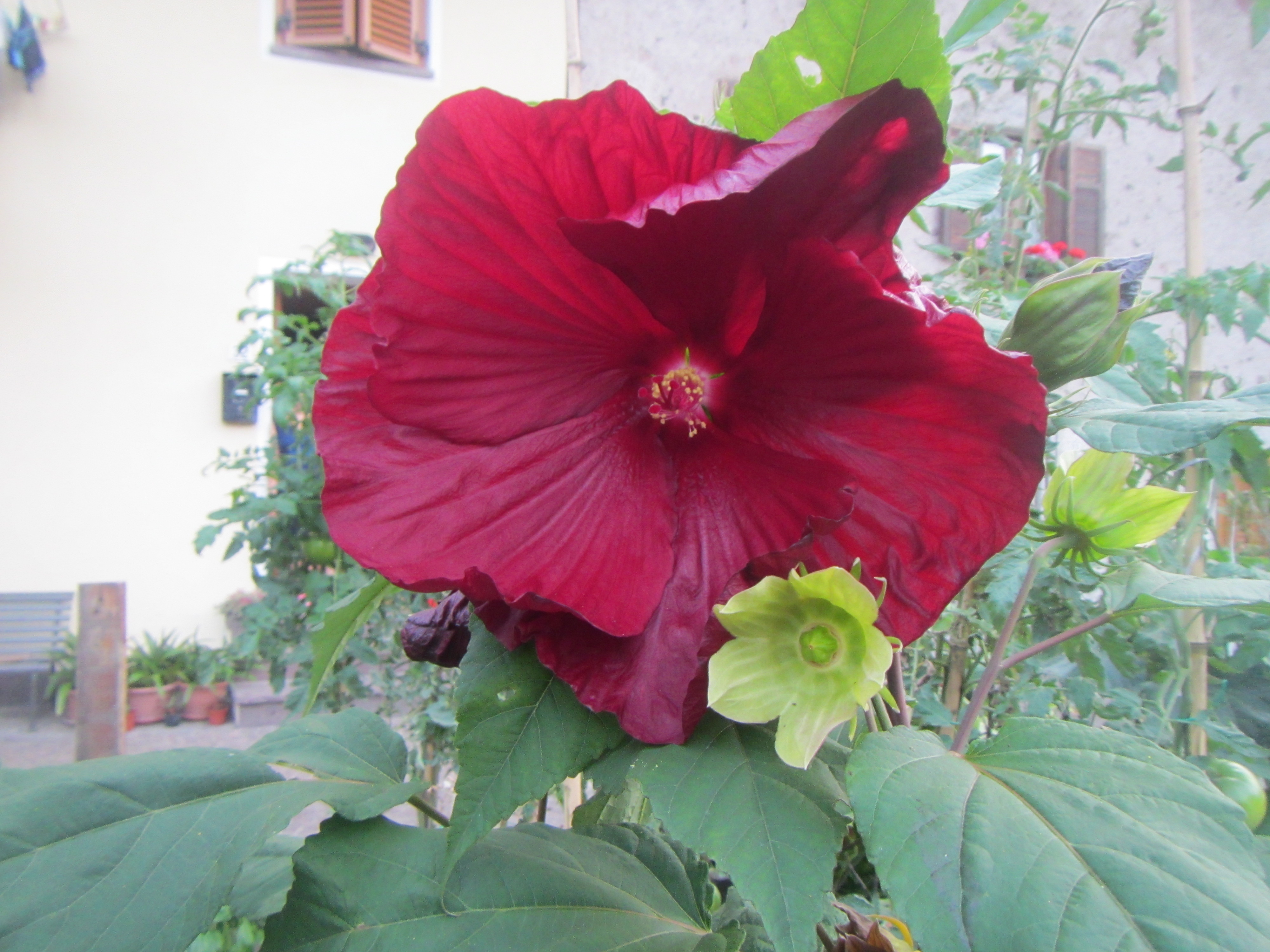
Detail květů ibišku bahenního

Ibišek bahenní (Hibiscus moscheutos) je vytrvalá mokřadní rostlina. Pochází ze Severní Ameriky a je pěstována jako okrasná rostlina i v České republice.

## Popis
Listy jsou variabilní, ale obyčejně deltoidního tvaru, někdy až se třemi laloky. Vyskytuje se v mnoha variantách, v barevném rozsahu květů od čistě bílé až po temně růžovou; s výjimkou jednoho genomu mají všechny temnou skvrnu uprostřed květu. Květy rozkvétají v srpnu až září, každý květ ale kvete jen několik hodin. Okvětní lístky jsou od 6 do 10 cm dlouhé, na stonku je u starší rostliny až dvacet postupně rozkvétajících květů. Květ bývá až 20 cm velký, ale velikost květu může být rozdílná podle podmínek na stanovišti a kultivaru.

## Taxonomie
Pro názvosloví poddruhů nebylo dosaženo dohody mezi taxonomy. V Kanadě je uveden jako ohrožený druh .

## Výskyt
Roste v mokřadech a podél říčních systémů na jihovýchodě Spojených států amerických, v Texasu na pobřeží Atlantského oceánu a odtud na sever až po jižní Ontario.

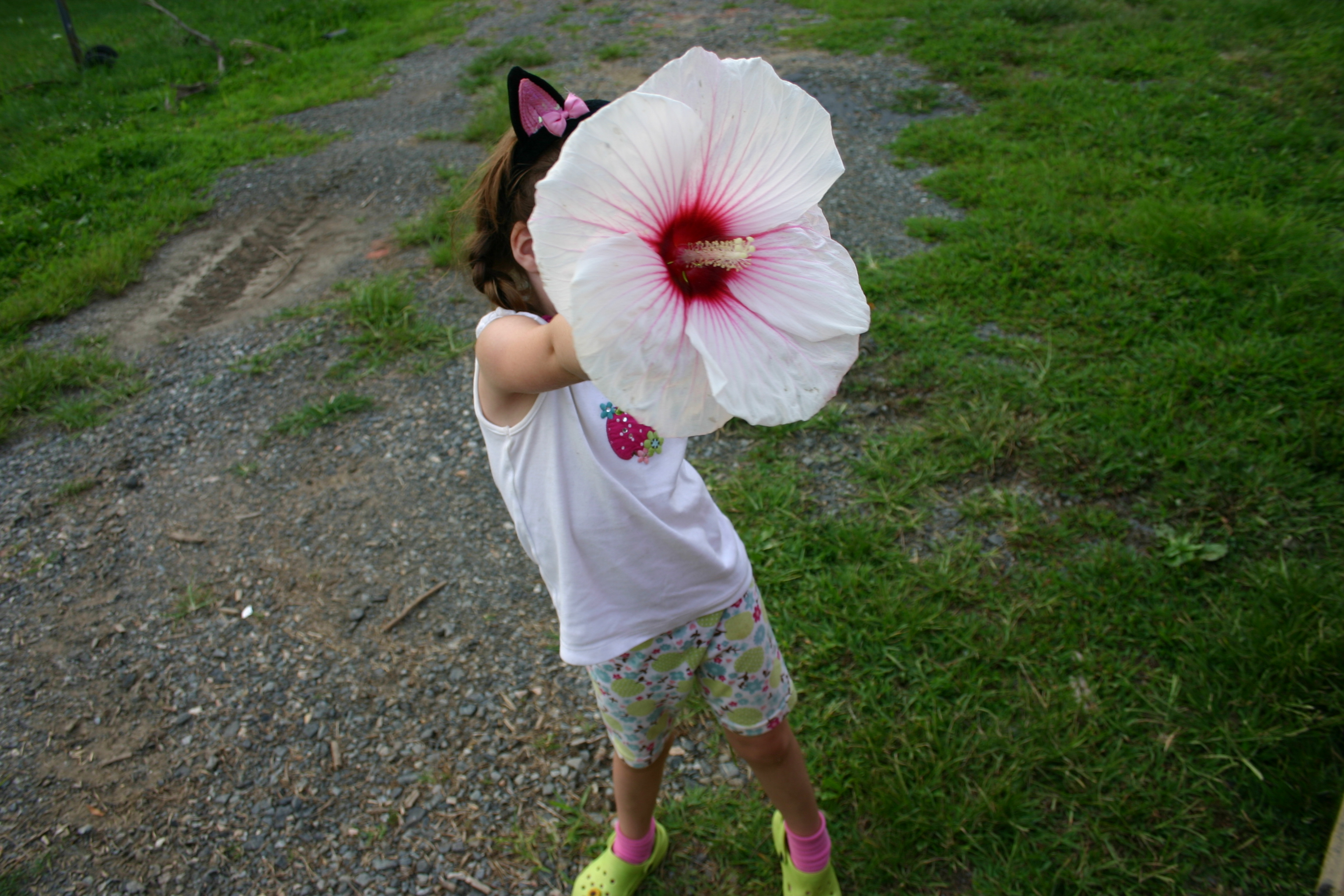
Ibišek bahenní (velký květ pro srovnání s dítětem)

## Pěstování
Četné hybridy jsou komerčně pěstovány jako okrasná rostlina. Pěstování druhů nebo kříženců může být atraktivní vedle rašeliniště. Kromě vizuální přitažlivosti je to také medonosná rostlina, která láká množství opylovačů.

## Rozmnožování
Rozmnožujeme dřevitými řízky.

## Stanoviště a péče
Ibišek bahenní vyžaduje plné slunce a vlhké půdy s pravidelnou zálivkou. Během zimy naopak vlhkost musí být nižší, aby rostlina neuhnila. Snese mráz až −27 °C.

## Kultivary
- ‚Scarlet‘ – česká odrůda se sytě červenými květy o průměru 20–23 cm.[4]